# Euphorbia duvalii
Euphorbia duvalii — вид рослин із родини молочайних (Euphorbiaceae), ендемік Франції.

## Опис
Це гола багаторічна рослина заввишки 10–40 см. Стебла скупчені прямовисні або висхідні, лускаті біля основи. Листки від обернено-яйцеподібних до ланцетних, тупі, біля основи субсерцеподібні, цілі або зубчасті. Квітки жовті. Період цвітіння: літо. Коробочка 4 мм. Насіння яйцеподібне, коричневе, гладке.

## Поширення
Ендемік півдня Франції.